# Bombino Bianco

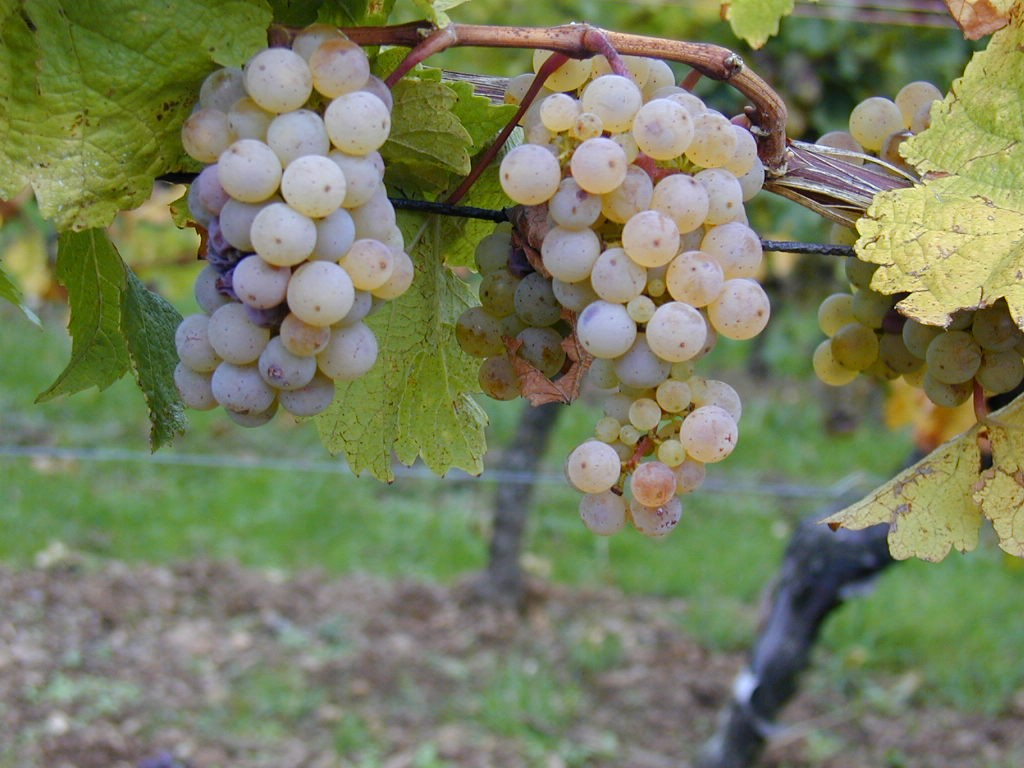
Wit druivenras

De Bombino Bianco is een witte Italiaanse druivensoort uit het zuiden van het land en eentje die slechts zelden wordt onderkend.

## Geschiedenis
Algemeen wordt aangenomen dat deze variëteit ontstaan is in het zuiden van Italië in de regio Puglia. In 2011 heeft DNA-onderzoek uitgewezen dat het in Lazio verbouwde synoniem Ottonese (zie hieronder) gelijk is aan het hier beschreven   
ras. Hetzelfde onderzoek wees uit dat deze druif geen mutatie is van de Bombino Nero , maar wel gerelateerd zijn aan elkaar. Bombino betekent klein bommetje naar de vorm van deze druif.

## Kenmerken
Deze druivensoort rijpt pas laat, maar heeft weinig last van allerlei schimmelinfecties.
De wijn die het oplevert is neutraal van smaak en wordt vaak gemengd met meer aromatische druivensoorten zoals bijvoorbeeld de Morio Muscat.
De opbrengst per hectare is met z'n 120 hectoliter groot te noemen.

## Gebieden
In het zuiden van Italië wordt deze druif veel verbouwd, voornamelijk in de regio Puglia en meer precies in de provincie Foggia, waar het voor 40 tot 60 procent uitmaakt van de San Severo DOC, de provincies Bari en Lecce en ook in Emilia-Romagna, waarbij het voor wel 80 procent voorkomt in de Pagadebit di Romagna DOC.
In Lazio vinden we deze druif in de Frascati DOC.    
Het totale oppervlakte waarmee dit ras wordt verbouwd, bedraagt ruim 3000 hectare.
Deze inheemse soort komt buiten Italië niet voor.

## Synoniemen[1]
- Abondante
- Bambino
- Bambino Peloso Gentile
- Bammino
- Banjac
- Bilana
- Bilina
- Bjelina
- Bobbino
- Bommino
- Bonvino
- Bonvino Bianco
- Buon Vino
- Buonvino Bianco
- Butta Palmento
- Butta Pezzente
- Buttspezzante
- Calatammurro

- Calpolese
- Camblese
- Campanile
- Campolese
- Campolese Camplese
- Campolese Chiuso
- Campolese Scinciaro
- Campolese Sciniato
- Carapa
- Castella
- Cococciola Tamburo
- Colatammurro
- Debic
- Debit
- Debit Veliki
- Dobit
- Donnee
- Marese

- Ottenese
- Ottonese
- Pagadebic
- Pagadebit
- Pagadebiti
- Poulzhinatz
- Pulizanac
- Puljizanac
- Ribola
- Ripona
- Sacciadebiti
- Schiacciadebiti
- Straccia Cambiale
- Strappa Cambiale
- Tivolese Bianco
- Trebbiano Abruzzese
- Trebbiano Bianco di Chieti
- Trebbiano Campolese

- Trebbiano d'Abruzzo
- Trebbiano d'Ora
- Trebbiano d'Oro
- Trebbiano di Abbruzzo
- Trebbiano di Avezzano
- Trebbiano di Macerata
- Trebbiano di Teramo
- Trebbiano  Dorato di Teramo
- Trivolese
- Uva Castellana
- Uva da un Osso
- Uva Fermana
- Uva Romana
- Zapponara Bianca